# Wallaby

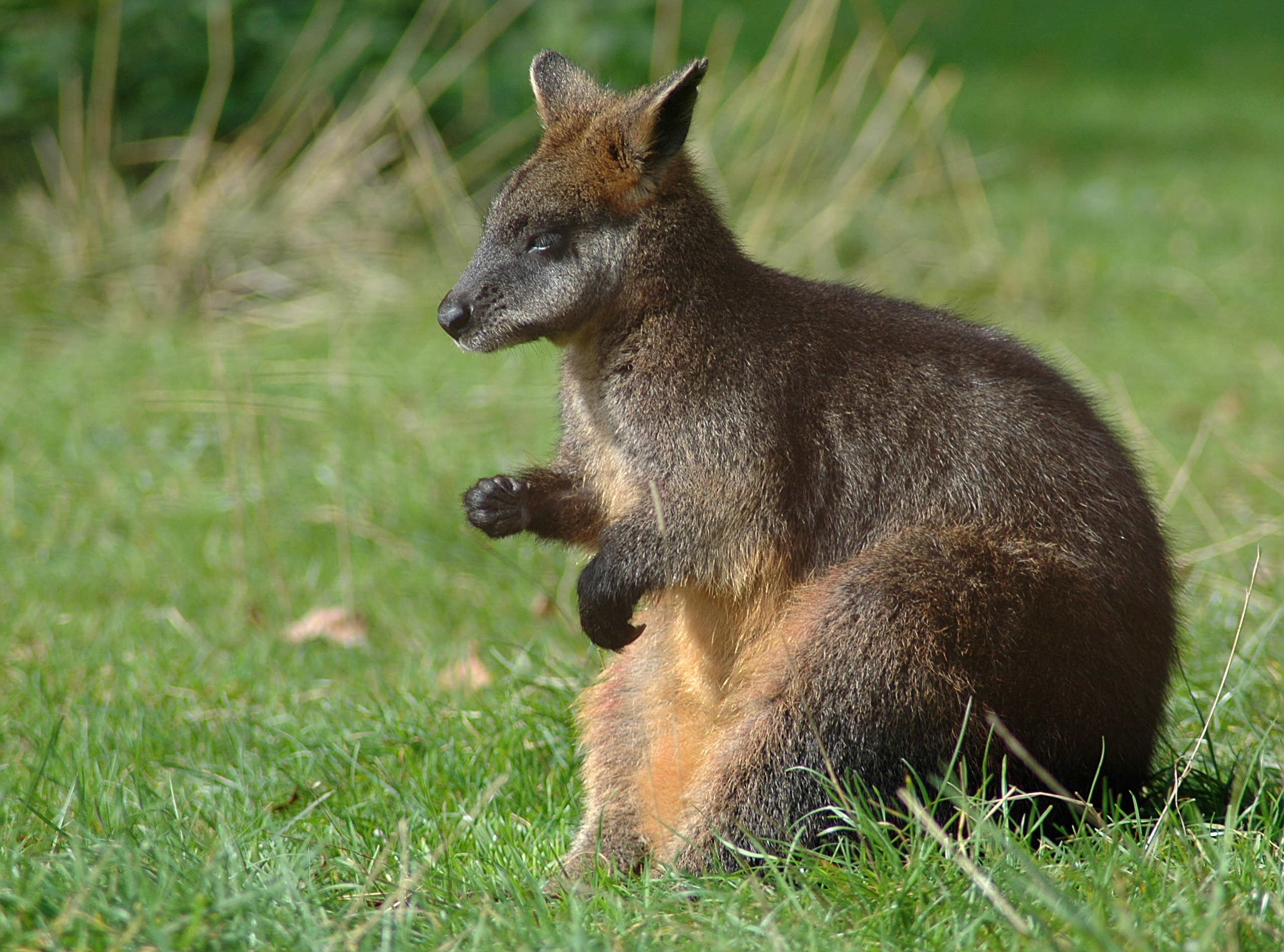
Moeraswallaby (Wallabia bicolor)

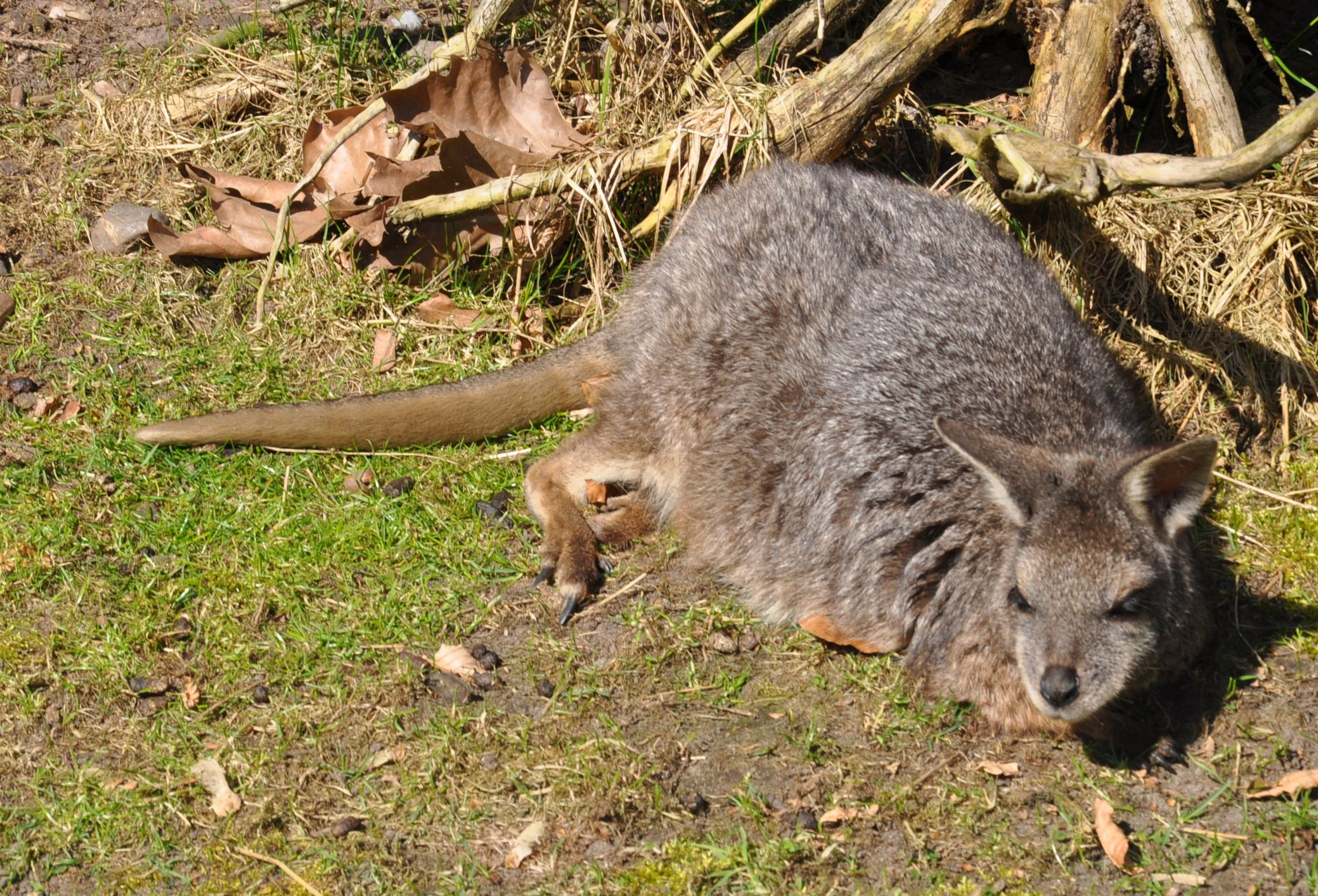
Tammarwallaby

Wallaby is de naam die wordt gegeven aan verscheidene soorten kleine tot middelgrote kangoeroes. Het woord wallaby komt uit de taal van de Eora, een Aboriginal-stam die oorspronkelijk leefde in het gebied waar nu Sydney ligt. Ook in het zuidwesten van Australië leeft een soort wallaby: de quokka.

## Taxonomie
Over het algemeen wordt de naam gebruikt voor de moeraswallaby (Wallabia bicolor) en voor een van de kleinere soorten kangoeroes uit het geslacht Notamacropus, waaronder de Bennettwallaby, de Tammarwallaby en de zandwallaby. Al deze soorten werden vroeger in het geslacht Wallabia geplaatst. In het Nederlands wordt de naam ook gebruikt voor de struikwallaby's (Dorcopsis en Dorcopsulus) uit Nieuw-Guinea. Ook andere soorten kleinere kangoeroes, als de stekelstaartkangoeroes (Onychogalea), de rotskangoeroes (Petrogale) en de quokka (Setonix brachyurus) worden soms met wallaby aangeduid.

## Trivia
- "Wallabies" is de bijnaam van het Australisch rugbyteam.
- "Walibi" is de hoofdmascotte van de pretparken in België, Nederland en Frankrijk van de voormalige Walibi Group en lijkt in naam en uiterlijk op een wallaby. De naam is echter ook geïnspireerd door de drie Waalse dorpen waar het Belgische park tussen ligt: Waver, Limal en Bierges.